# Лужичка култура
Лужичка култура је култура каснијег бронзаног доба и раног гвозденог доба која је потиснула Урненфелдер културу (културу поља са урнама) из области која обухвата југоисточну Немачку, Чешку и Словачку и делове Украјине. Лужичка култура је названа по археолошком налазишту у Лужицама у Немачкој.
Култура је у каснијем развоју захватила и Шлезију и јужну Пољску као и северне делове Мађарске. Развила се из аутохтоних енеолитских традиција, а под утицајем келтиских Халштатских и Латенских култура, што се одразило на орнаментику (фибуле, игле) и на типове оружја. Лужичка култура је била претходница каснијих култура које су припадале раним Словенима.
Насеља ове културе су карактеристична, градинског типа, са широким и високим одбрамбеним бедемима који су грађени од дрвених сандука пуњених земљом или камењем. Међу налазима се јавља богат бронзани накит, а оружје је сиромашно.
Привреда групе се углавном заснивала на ратарској пољопривреди о чему сведоче бројне складишне јаме, а пшеница и јечам су чинили основне усеве. Гајен је и лан, као и јабуке, крушке и шљиве. Лов се исто практиковао, али не у великој мери.
Утицаји Халштатске културе на ову групу се могу видети у изради оружја и орнаментима на грнчарији и другим предметима.
Носиоци Лужичке културе своје мртве су спаљивали и сахрањивали у урнама. Урне су обично пратиле бројне секундарне посуде, а метални гробни поклони су били ретки. Гробља могу бити велика, чак и са хиљадама хумки.